# Atrophie multisystématisée
Pour les articles homonymes, voir AMS.
 Mise en garde médicale
Les atrophies multisystématisées (AMS) sont un ensemble de maladies neurodégénératives sporadiques, affectant plusieurs fonctions cérébrales.

## Épidémiologie
La prévalence des AMS est comprise entre 3 et 5/100 000 dans la population générale. L'âge moyen de découverte est vers la cinquantaine. La forme avec syndrome cérébelleux semble prédominante au Japon alors que c'est celle, avec syndrome parkinsonien, qui l'emporte en Europe et en Amérique du Nord.

## Sémiologie
Des symptômes non spécifiques peuvent précéder la survenue de la maladie de plusieurs années : dysfonction sexuelle érectile, hypotension orthostatique, apnée du sommeil, troubles urinaires...
Une atrophie multisystématisée associe de manière variable :
- un syndrome parkinsonien asymétrique débutant à l'âge adulte
- un syndrome pyramidal
- un syndrome cérébelleux
- des troubles dysautonomiques (variations tensionnelles, troubles génito-sphinctériens)[7]

Il n' y a théoriquement pas d'atteinte importante des fonctions supérieures mais des déficits de l'attention ou des troubles de la mémoire peuvent se voir.
Plusieurs AMS peuvent être différenciées :
- syndrome de Shy-Drager, où les troubles végétatifs (syndrome dysautonomiques) prédominent
- la dégénérescence striato-nigrique, où les syndromes parkinsonien et pyramidal prédominent
- les atrophies olivo-pontocérebelleuses sporadiques, où les syndromes cérebelleux et pyramidal prédominent.

## Causes
La cause en reste inconnue. Il existe une probable participation génétique, certaines formes étant familiales, avec, parfois, une mutation sur le gène COQ2, que cela soit dans les formes familiales ou sporadiques. D'autres gènes peuvent être en cause, comme le SHC2 ou le SNCA.
Les études autopsiques montrent une atrophie olivopontocérébelleuse et une dégénérescence du striatum, avec, typiquement, des inclusions dans le cytoplasme des oligodendrocytes (corpuscules de Papp-Lentos), constituées de alpha-synucléines alpha mal repliées.

## Diagnostic
Il est essentiellement clinique mais l'atrophie multisystématisée peut être confondue avec d'autres maladies. La preuve histologique n'est, en pratique, faite que post mortem.

## Diagnostic différentiel
Les diagnostics différentiels principaux sont :
- Maladie d'Alzheimer (MA)
- Maladie de Parkinson (MP)
- Paralysie supranucléaire progressive (PSP ou maladie de Steele-Richardson-Olszewski)
- Dégénérescence Cortico-Basale (DCB)
- Dégénérescence Fronto-Temporale (DFT) dont la Maladie de Pick
- Syndrome de Lytico-Bodig ou maladie de Guam

## Pronostic
C'est une maladie grave avec une médiane de survie comprise entre 6 et 10 ans. L'évolution peut être rapidement invalidante avec apparition de troubles de la marche quelques années après les premiers signes moteurs.

## Traitement
Il reste uniquement symptomatique.